# Distritos das Seicheles
Seicheles está dividido em 25 distritos, todos localizados em um grupo de ilhas chamado "ilhas internas". As "ilhas externas" (Zil Elwannyen Sesel) não pertencem a nenhum distrito. Os distritos estão distribuídos da seguinte forma:
- 8 distritos constituem a Grande Vitória, região metropolitana da capital localizada na ilha de Mahé;
- 14 distritos estão localizados na parte rural da ilha de Mahé;
- 2 distritos estão na ilha Praslin;
- 1 distrito na ilha La Digue (incluindo as pequenas ilhas ao seu redor).

## Lista de distritos por área geográfica

### Grande Victoria/Mahé Central
- Bel Air
- Les Mamelles
- Mont Buxton
- La Riviere Anglaise (English River)
- Mont Fleuri
- Plaisance
- Saint Louis
- Roche Caiman

### Norte de Mahé
- Anse Etoile
- Beau Vallon
- Glacis

### Leste de Mahé
- Anse aux Pins
- Au Cap (anteriormente Anse Louis)
- Cascade
- Pointe La Rue

### Sul de Mahé
- Anse Royale
- Baie Lazare
- Takamaka

### Oeste de Mahé
- Anse Boileau
- Port Glaud
- Bel Ombre (ou Belombre)
- Grand' Anse (Mahe)

### Ilhas interiores
- Baie Sainte Anne
- Grand' Anse (Praslin)
- La Digue e ilhas interiores